# Plounévez-Lochrist
Plounévez-Lochrist är en kommun i departementet Finistère i regionen Bretagne i västra Frankrike. Kommunen ligger i kantonen Plouescat som tillhör arrondissementet Morlaix. År 2022 hade Plounévez-Lochrist 2 285 invånare.

## Befolkningsutveckling
Antalet invånare i kommunen Plounévez-Lochrist
Referens:INSEE